# Friedrich Dewischeit

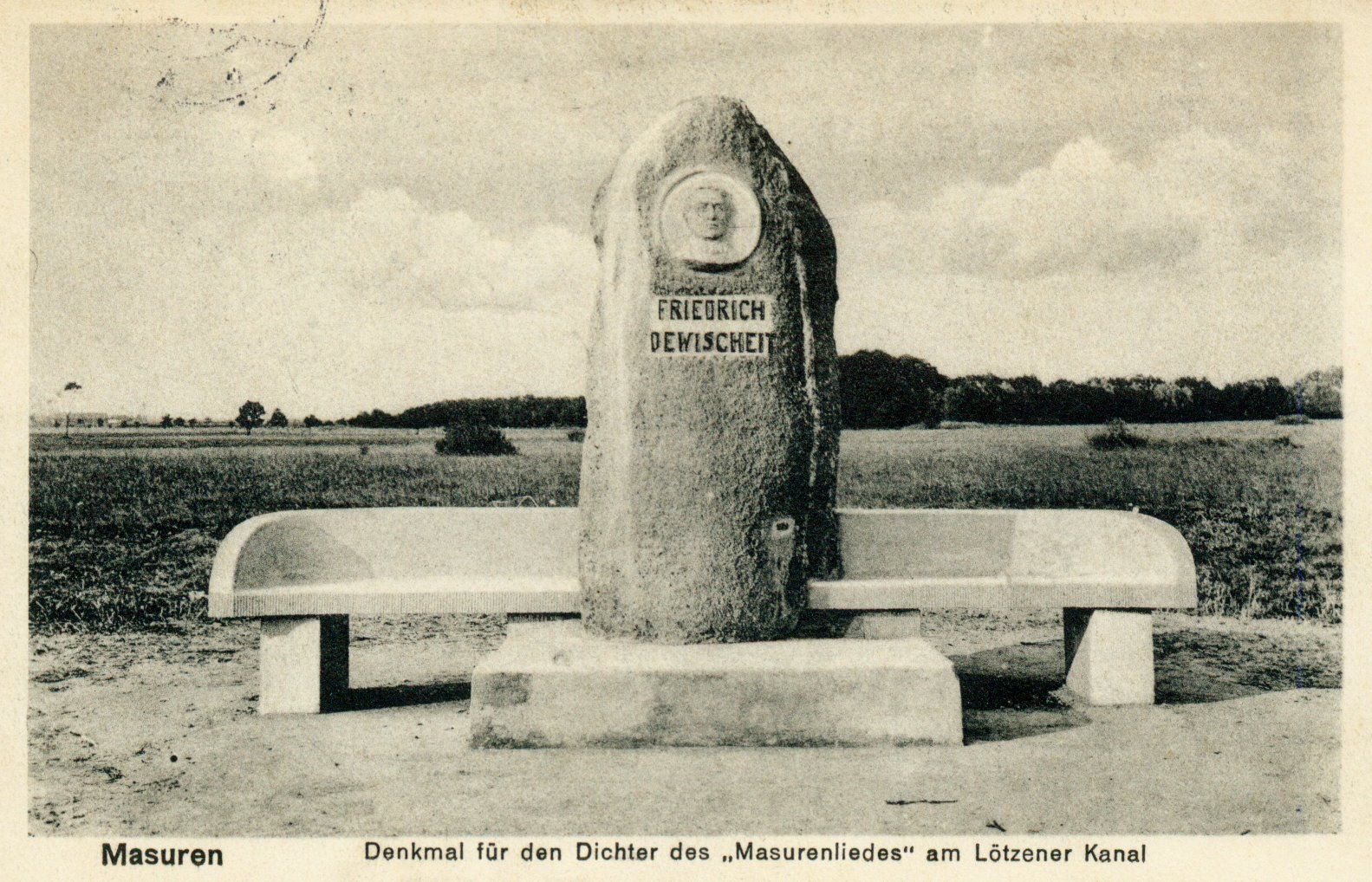
Denkmal für Dewischeit in Lötzen

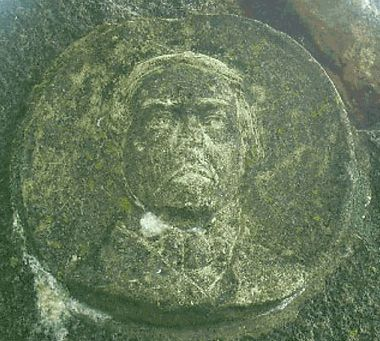
Detail des Denkmals

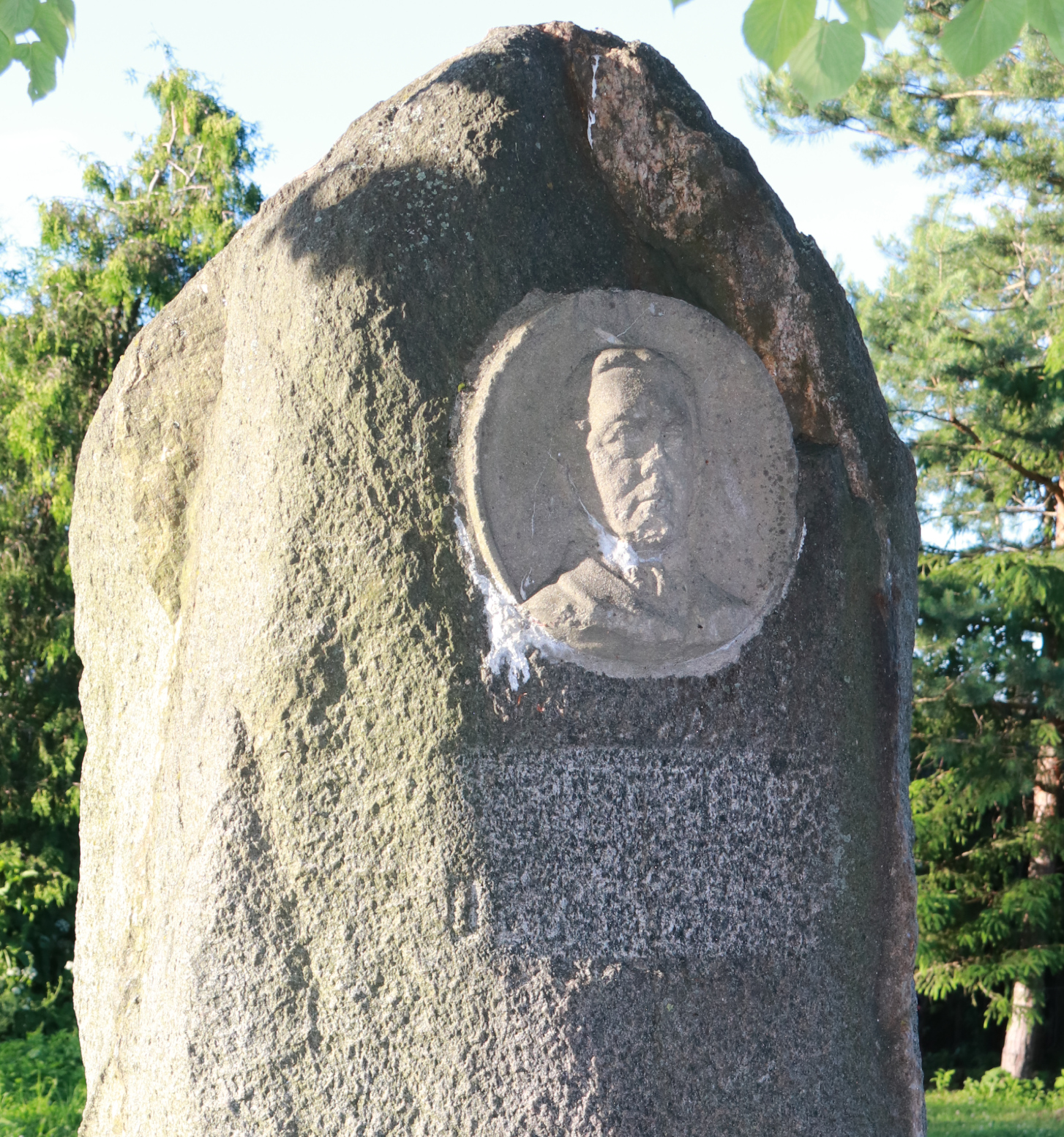
Denkmal Dewischeit ohne Namensschriftzug, Medaillon 2019

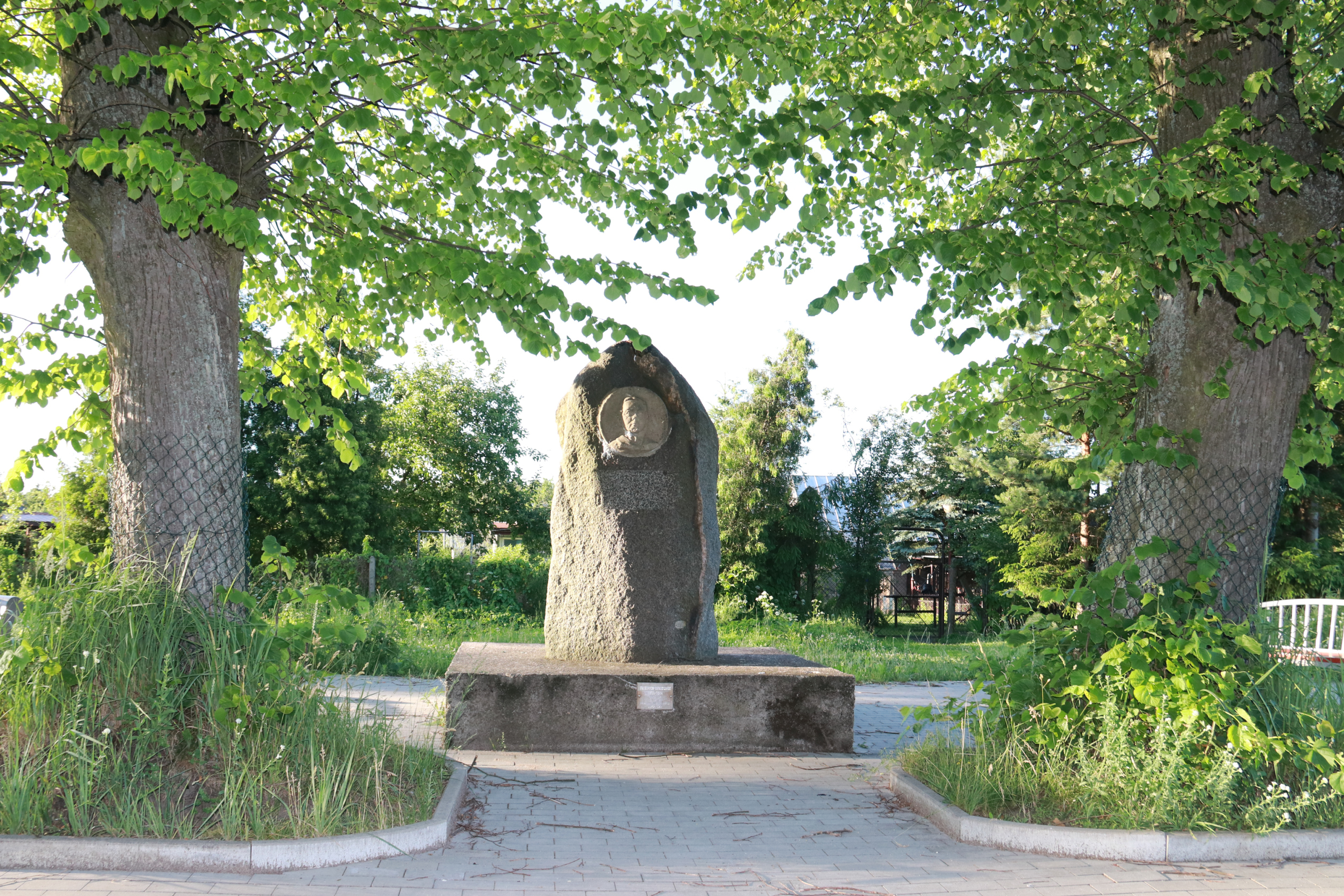
Denkmal Dewischeit, Gesamtansicht 2019

Friedrich Karl August Dewischeit (* 5. März 1805 in Königsberg i. Pr.; † 27. August 1884 in Gumbinnen) war ein deutscher Gymnasiallehrer und Dichter in Masuren.

## Leben
Sein Vater war der Stadtpolizeikommissar von Königsberg Johann Jakob Dewischeit. Seine Mutter war Katharine Wilhelmine Gersbach. Dewischeit besuchte das Collegium Fridericianum in Königsberg und studierte seit 1824 zunächst Rechtswissenschaft, dann Klassische Philologie und Germanistik an der Albertus-Universität Königsberg. Von 1829 bis 1845 war er Lehrer am Königlichen Gymnasium Lyck, von 1845 bis 1854 Direktor des Progymnasiums in Hohenstein und von 1854 bis 1876 Gymnasialprofessor an der Friedrichsschule Gumbinnen. Vermählt war er seit 1832 mit Ida geb. Rosenheyn, einer Tochter von Johann Samuel Rosenheyn, Gymnasialprofessor und Ehrenbürger von Lyck. 1824 wurde er in Königsberg Mitglied der Masurischen Vereinigung. Er war das zweite Mitglied des Corps Masovia.
Dewischeit war dichterisch und musikalisch veranlagt. Die Schönheit der masurischen Landschaft veranlasste ihn, u. a. fünf Masuren-Lieder zu verfassen und zu vertonen; das bekannteste wurde Wild flutet der See, das ursprünglich Des Masuren Wanderlied hieß (Masurenlied). Es wurde die Landeshymne Masurens. Über seine Entstehung hat Dewischeit selbst berichtet. Dewischeits pädagogische und wissenschaftliche Abhandlungen erschienen besonders in den Preußischen Provinzialblättern und in den Jahresberichten der Gymnasien in Lyck, Hohenstein und Gumbinnen. Dewischeit förderte überall den Sport, war selbst ein ausgezeichneter Turner, Schwimmer, Schlittschuhläufer, Fechter, Jäger und Schütze. In seinem Hause fanden regelmäßig Gesangabende und Konzerte statt, die einen hohen Ruf genossen und zu denen sich auch Künstler von weither einfanden.
1937, zwei Jahre nach der Suspension, beschloss das Corps Masovia, das Grab des Ehepaars Dewischeit zu erneuern und zu pflegen. Alfred Färber (Corps Littuania) überreichte dazu eine „herzerquickende Schulerinnerung“ an Dewischeit als Mensch und Lehrer; sie ist verschollen.

## Ehrungen
In Lötzen wurde ihm 1915 ein Denkmal gesetzt, ein Findling mit einem Medaillon Dewischeits. Das Denkmal wurde von dem Steinmetzmeister und Bildhauer Bogumil Sláma aus Königsberg entworfen und von dessen Schüler Paul Kimritz ausgeführt. Dieses Denkmal wurde 1987 von der Stadt Giżycko grundlegend renoviert und seither gepflegt. Dabei wurde der Namensschriftzug entfernt und am Sockel eine Tafel mit den Lebensdaten in polnischer Sprache angebracht.
In Lyck steht eine Dewischeit-Birke mit Gedenktafel.

## Weiteres
Die Urschrift des Masurenliedes, Bilder von Dewischeit und Andenken waren bis zu deren Zerstörung im Zweiten Weltkrieg in der Vaterländischen Gedenkhalle in Lötzen und auf der Feste Boyen ausgestellt.